# مدينة النور
مدينة النور هي زوج من المدن التوأم المقترحة التي كانت ستكون جزءًا من مشروع ضخم لربط آسيا وإفريقيا من خلال بناء جسر النور العابر للقارات فوق باب المندب جنوبي البحر الأحمر. وكان من المتوقع أن يصل إجمالي الاستثمار فيه إلى 200 مليار دولار أمريكي على مدى 15 عامًا.
كان يتمثل الجزء الرئيسي من الخطة في ربط المدينتين من خلال الجسر ، والذي كان من المفترض أن يمتد من اليمن إلى جيبوتي عبر مضيق باب المندب. وكان من المتوقع أن يتم بناء المدينتين المخطط لهما على طرفي الجسر.
وفقا للمخطط كان من المفترض أن يتم بناء مدينة النور في اليمن على مساحة 1500 كيلومتر مربع (580 ميل مربع) ؛ وأن يتم بناء المدينة الرابطة في جيبوتي على مساحة 1000 كيلومتر مربع (390 ميل مربع). وكان من المخطط أن المدينتان ستعملان بالطاقة المتجددة.
على الجانب الجيبوتي ، منح الرئيس إسماعيل عمر جيلي 500 كيلومتر مربع (190 ميل مربع) لبناء مدينة النور ، وهي الأولى من بين مئات المدن الخفيفة التي كانت تتطلع مجموعة بن لادن السعودية إلى بنائها. ذكر المطورون أنهم كانوا يتوقعون أن يبلغ عدد سكان مدينة النور في الجانب الجيبوتي 2.5 مليون نسمة بحلول عام 2025 ، وأن يبلغ عدد سكان المدينة في اليمن 4.5 مليون نسمة ، وكان من المخطط إنشاء مطار جديد يخدم المدينتين بسعة 100 مليون مسافر سنويًا.
تم اقتراح طريق سريع جديد يربط المدن بدبي ، على الرغم من عدم وجود خطط للطرق لربط جيبوتي ذات الكثافة السكانية المنخفضة مع المراكز السكانية في أديس أبابا في إثيوبيا أو الخرطوم في السودان.
الخطة كانت باهظة الثمن وطموحة للغاية ، وتقع في منطقة غير متطورة نسبيًا بموارد قليلة ؛ وفقًا لمجلة الإيكونوميست ، "قد يتساءل الأفارقة عن سبب عدم بناء المركز في جزء من إفريقيا حيث يعيش الأفارقة والتي بها موارد الطعام والماء".

## الجدول الزمني
- يوليو 2009:البدء في المشروع.[3]
- يونيو 2010:تأجيل المرحلة الأولى من أعمال الجسر بين اليمن وجيبوتي[4]
- 2020: تم تعليق المشروع لأجل غير مسمى أو إلغاؤه.[5]

## روابط خارجية
باللغة الإنجليزية:
- Al Noor Holding Investment
- Al Noor City Project official presentation
- St Tropez in the Horn